# Региардо, Лука
Лука Региардо (исп. Luca Regiardo; род. 23 октября 2006, Арекито, Санта-Фе) — аргентинский футболист, полузащитник клуба «Ньюэллс Олд Бойз».

## Клубная карьера
Региардо — воспитанник клуба «Ньюэллс Олд Бойз». 16 декабря 2024 года в матче против «Тальерес» он дебютировал в аргентинской Примере.